# Jilib
Jilib est une ville du sud de la Somalie, située à 112 km au sud de Kismaayo dans la région de Jubbada Dhexe.
Pendant la Guerre civile somalienne de 2006, une bataille a eu lieu pour le contrôle de cette ville.